# 51T6
Die Rakete 51T6 (NATO-Codename: ABM-4B Gorgon oder SH-11) ist eine exoatmosphärische Langstrecken-ABM-Rakete aus der Sowjetunion bzw. der Russischen Föderation. Sie war Bestandteil des A-135-Raketenabwehrsystems und sollte vorrangig den für die Abwehr auf kürzere Distanzen vorgesehenen Raketentyp 53T6 auf große Reichweiten ergänzen. Die Rakete wurde im Jahr 2003 ausgemustert.

## Technik

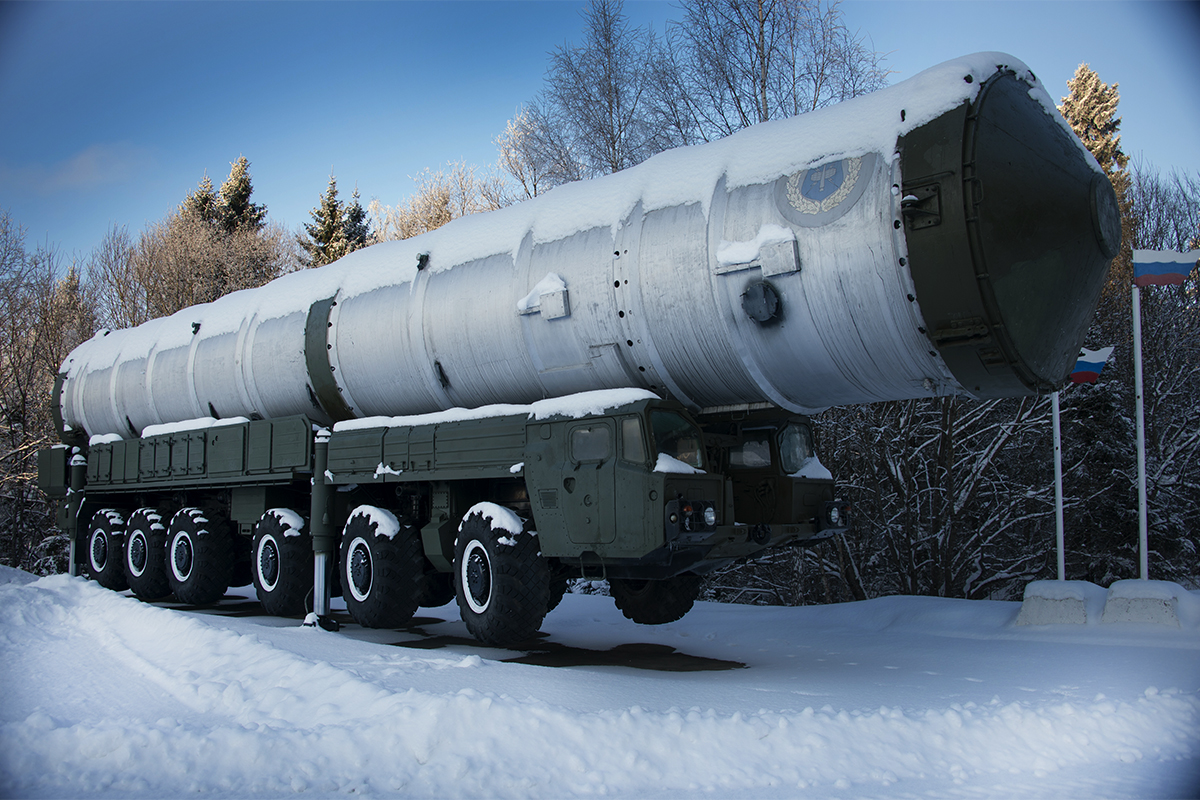
Raketen-Transporter: der Flugkörper befindet sich im zylinderförmigen Objekt auf dem LKW.

Die 51T6-Rakete ist eine zweistufige Rakete und hat die Form eines in einem spitzen Winkel zulaufenden Kegels. Die Raketen werden in versiegelten, vor Witterungseinflüssen schützenden Transport- und Startbehältern 81P6 aus dem Herstellungswerk geliefert. Transportiert werden diese mit speziellen sechsachsigen Lastkraftwagen auf Basis des MAZ-547A (12×10). Am Stationierungsort werden die Startbehälter senkrecht in Silos abgesenkt. Die Silos des ABM-135-Systems sind mit einem Schnellöffnungssystem ausgestattet, um einen schnellen Start der Rakete zu gewährleisten. Der Raketenstart erfolgt direkt aus dem Raketensilo und die Zündung des Triebwerks erfolgt bereits im Silo.
Wie die 53T6-Rakete verfügt auch die 51T6 über keinen bordeigenen Suchkopf. Der Abfangkurs der Rakete wird durch den 5N20 Don-2N-Radarkomplex überwacht und Kurskorrekturen werden mittels Datenverbindung an die Rakete übermittelt. Für die Steuerung im ersten Flugabschnitt verfügt die erste Stufe der Rakete über Leitwerke. Oberhalb dessen wird der Kurs mittels der vier Schubdüsen der zweiten Stufe gesteuert.